# Harald Bergström
Harald Vilhelm Bergström, född 21 juni 1936 i Slätthögs församling, Kronobergs län, död där 11 januari 2013, var en svensk politiker (kristdemokrat), som mellan valen 1991 och 1994 samt valen 1998 och 2002 var riksdagsledamot för Kronobergs läns valkrets.

## Biografi
Harald Bergström var mellan valen 1991 och 1994 samt valen 1998 och 2002 var riksdagsledamot för Kronobergs läns valkrets.
I riksdagen var Harald Bergström ledamot i arbetsmarknadsutskottet och riksdagens förvaltningskontor samt suppleant i bostadsutskottet och näringsutskottet.
Till yrket var Harald Bergström ingenjör.